# Lucas de Gálvez

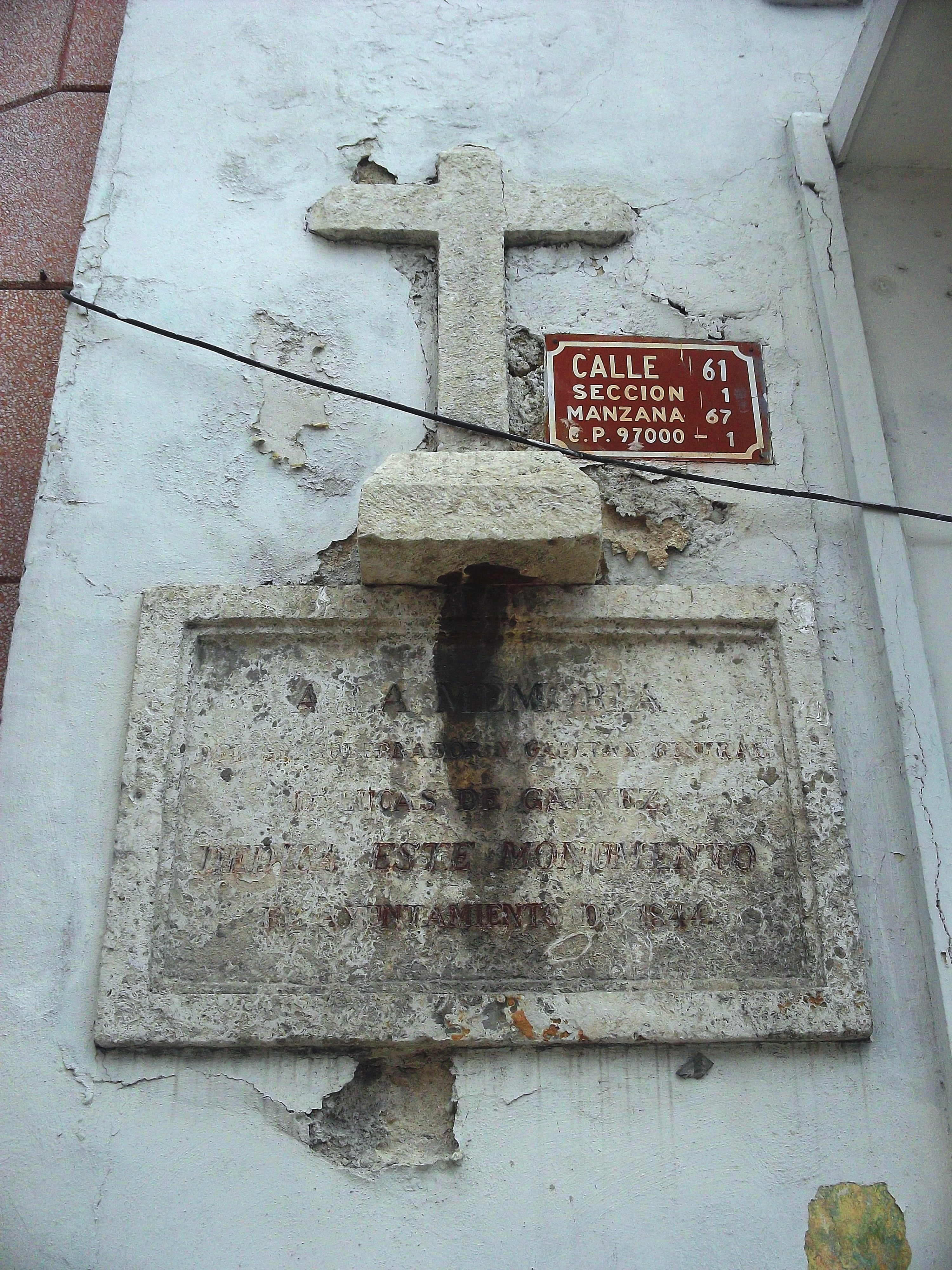
Lápida que señala el lugar donde fuera asesinado Don Lucas de Gálvez.

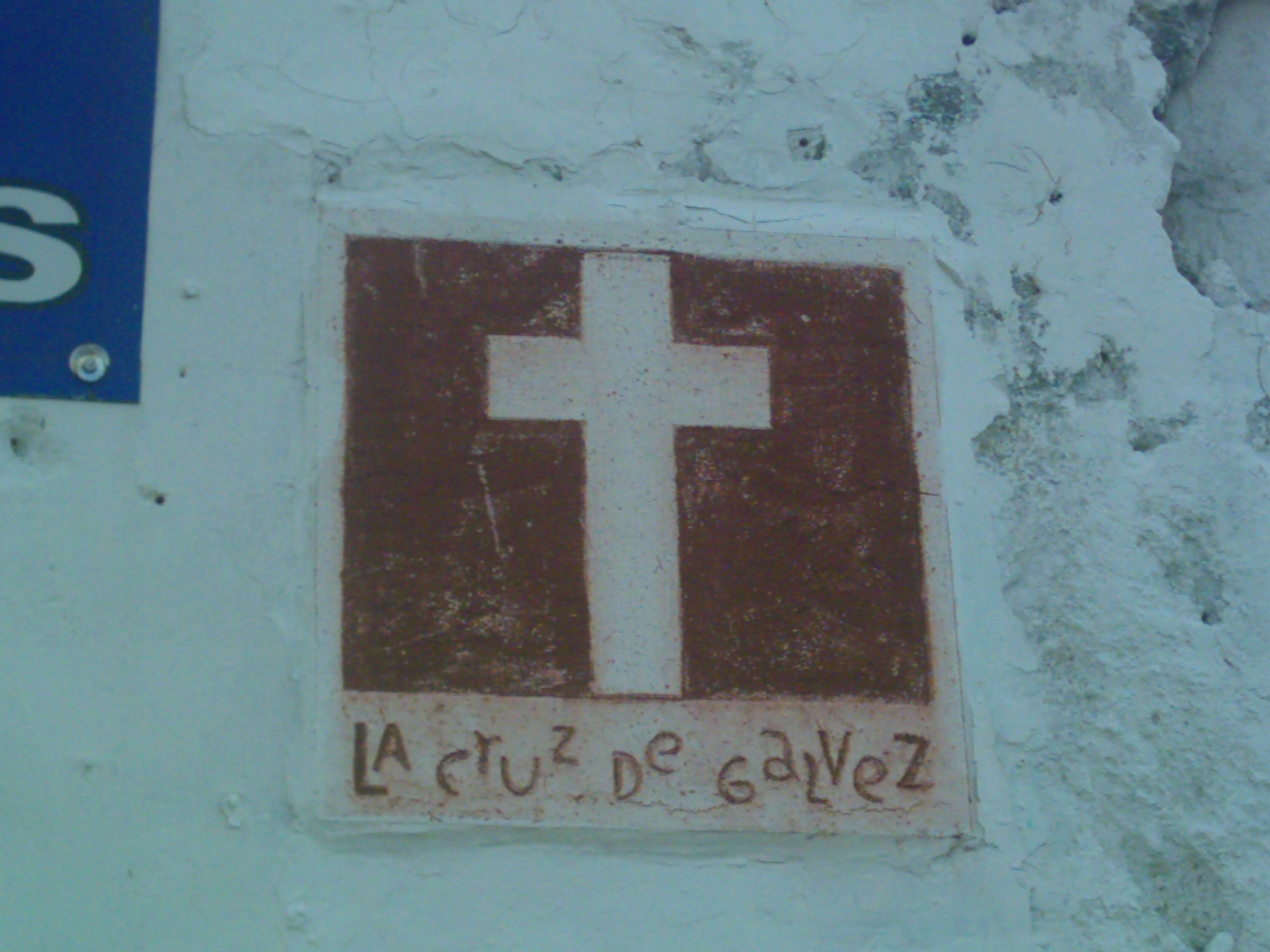
Esquina del monumento conocido como "La Cruz de Gálvez"

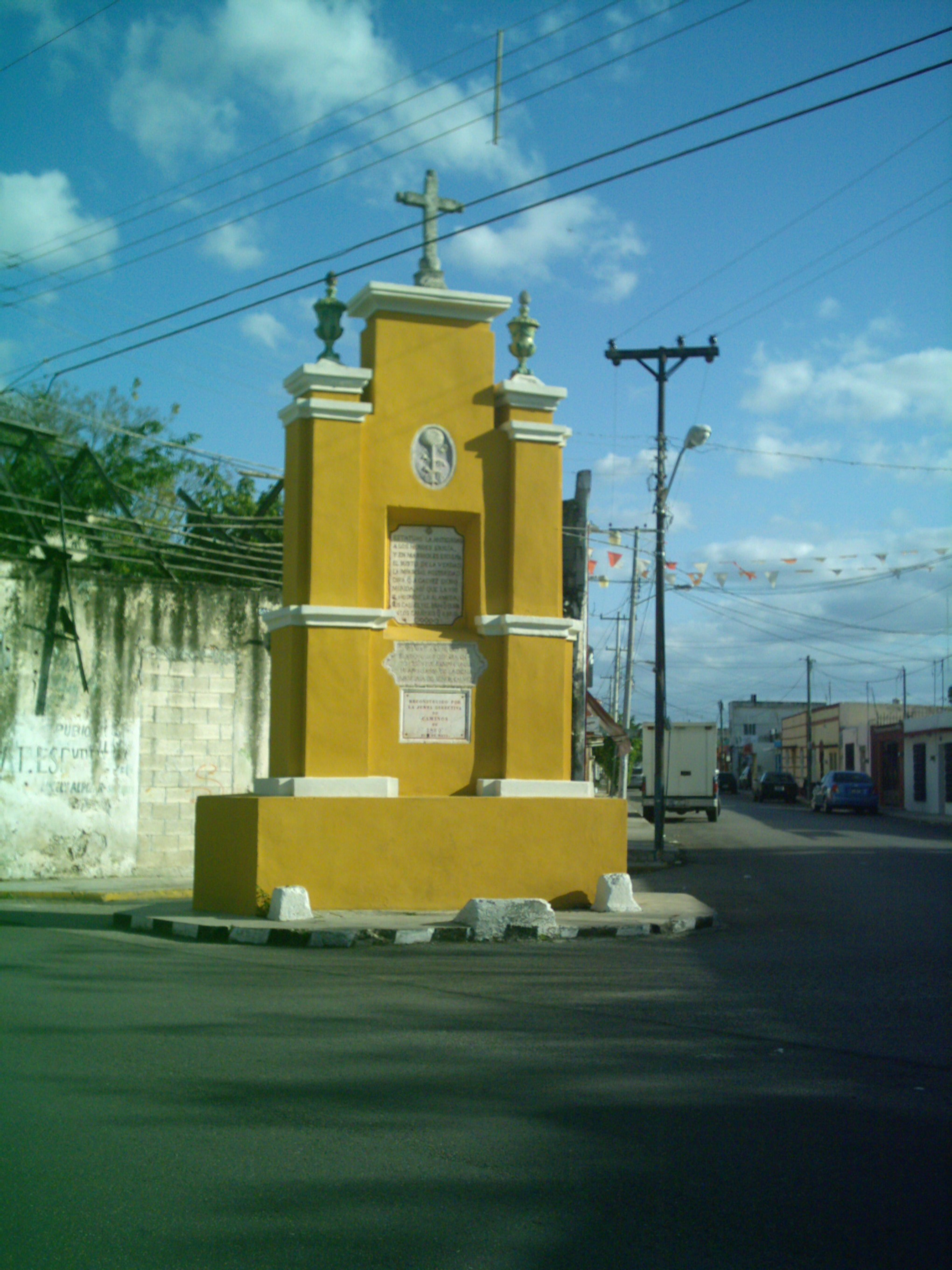
Monumento conocido como "La Cruz de Gálvez"

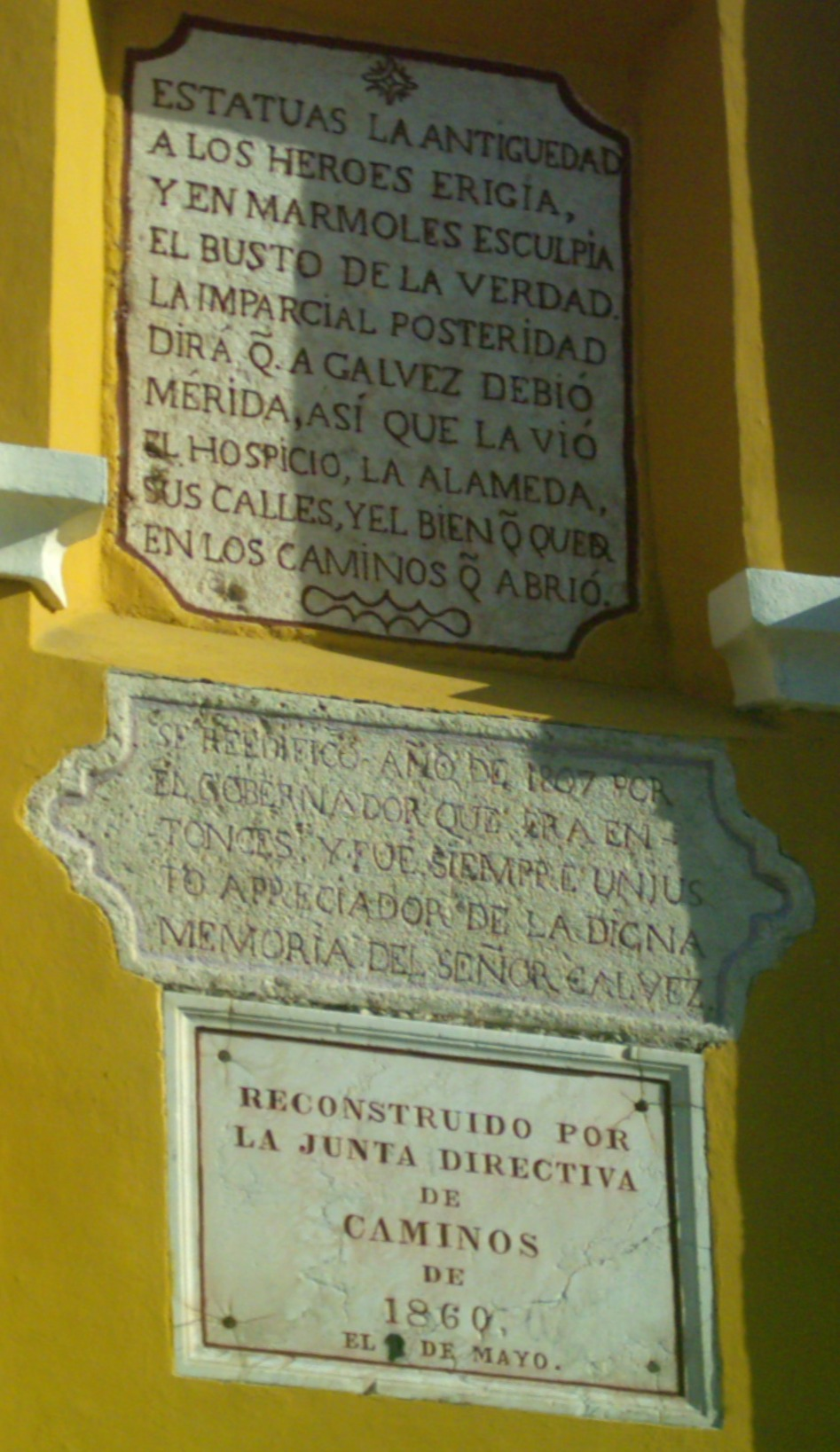
Detalle del monumento conocido como "La Cruz de Gálvez"

Lucas de Gálvez y Montes de Oca (Écija, provincia de Sevilla, 1739 - Mérida, Nueva España, 22 de junio de 1792) gobernador, intendente y capitán general de Yucatán de 1789 a 1792, nombrado por el rey Carlos III, aunque ejerció su cargo bajo el reinado de Carlos IV. Llegó al puerto de Campeche en marzo de 1789 para atender su encomienda y se trasladó a Mérida, capital de la provincia. Fue asesinado cuatro años después, el 22 de junio de 1792, a los 53 años de edad, en esta última ciudad.

## Lo que sucedía en Yucatán
En Yucatán, en la segunda mitad del siglo XVIII, en 1761, se había dado una importante rebelión indígena, llamada rebelión de Cisteil, acaudillada por Jacinto Canek en la que el gobierno virreinal de España había tenido que actuar con gran violencia para aplacar y amedrentar a los indígenas mayas.
En 1767, un lustro después, simultáneamente a lo que ocurría en todo el mundo hispano, fueron expulsados de la península de Yucatán los religiosos jesuitas, después de haber sido decretada la clausura de sus colegios y la confiscación de sus bienes. 
En 1783 Gran Bretaña y España firmaron un tratado en el que se reconocía la soberanía de España sobre el territorio de Belice pero a cambio de eso, los ingleses retuvieron el derecho de seguir explotando el palo de tinte y las maderas preciosas de la ribera del Río Hondo, lo cual provocó un gran malestar en la población yucateca que veía gravemente afectados sus intereses con esa concesión. El exgobernador José Merino y Ceballos sufrió las consecuencias de ese malestar.
Más tarde, en 1789, ya en el reinado de Carlos IV, Lucas de Gálvez fue designado por la corona española como intendente (fue el primero que se nombró en términos de la Ordenanza de Intendencias en Yucatán), además de gobernador y capitán general de Yucatán. El nombramiento estuvo enmarcado por la puesta en vigor de las reformas borbónicas y de la propia ordenanza de 1786. José Merino y Ceballos, su antecesor, debió ausentarse de Yucatán en 1788 para atender un citatorio del Consejo de Indias, razón por la cual Lucas de Gálvez entró en funciones aún antes de lo que su nombramiento señalaba. Recibió además el grado de brigadier en 1791.

## Desempeño público en Yucatán
Durante su gobierno que estuvo caracterizado por el amplio poder que ejerció en tanto que intendente, gobernador y Capitán General, es decir tenía el mando civil, el militar y era el administrador del Rey, Lucas de Gálvez realizó una amplia tarea constructiva que buscó el desarrollo económico de la península de Yucatán siendo significativas las mejoras materiales que impulsó tanto en Campeche como en la ciudad de Mérida. 
Reconstruyó el muelle de Campeche que era una pieza de infraestructura vital para la economía regional toda vez que el comercio marítimo tanto de exportación como de importación era fundamental para el desarrollo. Los mercados de abastos, tanto de Campeche como de Mérida fueron también ampliados y modernizados. Inauguró la Alameda en Mérida. Amplió y construyó varias arterias importantes de la ciudad capital, recortando las aceras para hacer más fluido el tránsito de vehículos. Fue considerado como un modernizador y urbanizador de la ciudad. 
Reconstruyó también algunos caminos carreteros importantes para mejorar el comercio interno. Fue el caso del camino del oriente que llevaba a Izamal; el de Ticul y el camino real de Mérida a Campeche. Formó una empresa para la explotación pesquera que aunque tuvo dificultades en su operación por falta de recursos, permitió reconocer de manera bastante detallada la diversidad y cuantía de los recursos pesqueros disponibles en los extensos litorales de la Península.
Concluyó y remitió al Consejo de Indias el proyecto de la Universidad. También los planos para la construcción de un edificio destinado a la tesorería general de Yucatán, que finalmente no se construyó.
Puso en orden a las milicias urbanas, a la sazón gravemente indisciplinadas. Regularizó los sueldos de estas y todas las tropas de la provincia. Reorganizó la guarnición del presido de Bacalar y expidió un reglamento militar para su operación.
Impulsó la actividad industrial en la provincia. Introdujo tecnología y equipo para mejorar algunas industrias como la de la extracción del aceite de higuerilla que servía para la iluminación de las principales ciudades de la Península. También importó equipo para hacer más productiva la industria alfarera y promovió su adopción en diversos pueblos, particularmente del sur, para incrementar la producción de artículos de barro.
Puso en operación un hospital para leprosos en Campeche y un hospicio para huérfanos y menesterosos en Mérida. Fue sin duda un emprendedor preocupado por los aspectos sociales de la producción, del trabajo, de la salud y de la seguridad pública en toda la región. 
Otros proyectos debieron quedar inconclusos al ser asesinado en Mérida el 22 de junio de 1792 cuando transitaba por la noche en una calesa de retorno a su casa. Durante muchos años se condujo una investigación policíaca para determinar las causas y el autor del asesinato, sospechándose por un tiempo de un sobrino del Obispo de Yucatán en turno, Luis Tomás Esteban de Piña y Mazo, llamado Toribio del Mazo, pero encontrándose al cabo de una década que el autor material había sido un personaje ya entonces finado de nombre Manuel Alfonso López, sin haberse sabido nunca los verdaderos motivos del crimen. Dos versiones fueron, no obstante, las que finalmente prevalecieron con relación al crimen: que el móvil había sido pasional, siendo el asesino un novio ofendido por los devaneos entre su amada y el hombre en el poder, soltero y de buena presencia, y la otra, que el sostenido clima de odios y rencillas entre españoles, criollos, mestizos e indígenas, estaba en el origen del hecho. Nunca fueron estas versiones suficientemente aclaradas y hay inclusive piezas teatrales recientes que trivializan y especulan sobre la muerte del gobernante.

## Reconocimientos
- El mercado de abastos principal de la ciudad de Mérida ubicado en el viejo Barrio de San Cristóbal lleva el nombre de Lucas de Gálvez a manera de homenaje a su memoria.[4]
- Hay un mural en su memoria pintado por el artista Fernando Castro Pacheco en el Salón de la Historia del Palacio de Gobierno en la ciudad de Mérida.[5]
- Hay un monumento en la Ciudad de Mérida llamado la Cruz de Gálvez en su memoria.[6]
- Existe una novela póstuma del escritor Eligio Ancona de nombre Memorias de un Alférez, basada en los acontecimientos que rodearon el asesinato de Lucas de Gálvez.[7]